# Aneomochtherus difficilis
Aneomochtherus difficilis là một loài ruồi trong họ Asilidae. Aneomochtherus difficilis được Lehr miêu tả năm 1996. Loài này phân bố ở vùng Cổ Bắc giới.